# 교촌 (브랜드)
교촌(Kyochon)은 가금류 가공 및 저장 처리업종의 기업인 교촌에프앤비주식회사(kyochon F&B Co., LTD)가 만든 치킨 브랜드이자 회사명이다.

## 캐치프라이즈(슬로건)
- 교촌은 이런 치킨입니다  (2016년 - 25주년 캠페인 슬로건)
- 이 맛, 교촌 아니면 누가 (2020년)
- 내가 만난 인생 맛, 지금도 최고의 맛 (2024)
- 정직한 맛, 정직한 이야기! (현재)

## 제품

### 소스의 비밀
교촌치킨은 마늘간장 소스 조리법을 공개하지 않는다. 교촌에프앤비 홍보담당 류하나는 “교촌치킨의 마늘간장소스는 경북 칠곡에 있는 공장에서 생산돼 팩에 포장된 채 전국의 매장으로 직접 보내므로, 매장 업주들도 소스 레시피를 정확히 모른다”고 밝혔다.

## 연혁
- 1991년 3월 교촌치킨 1호점 개점
- 1999년 11월 케이앤지시스템주식회사 설립.
- 2002년 9월 서울 사무소 개소
11월 양산물류센터 개소, 사명을 현 명칭인 교촌에프앤비주식회사로 변경.
- 2003년 12월 광주물류센터 개소
12월 교촌치킨 가맹점 1000호점 돌파
- 2004년 12월 오산 교육원 준공
- 2005년 6월 교촌 신경영 연구소 출범
- 2006년 11월 미국 현지 법인(kyochon usa inc) 설립
- 2007년 8월 중국 현지법인(校村有限餐주식회사) 설립
- 2009년 11월 대구 사무소 개소
- 2009년 11월 계림물산 인수
- 2010년 3월 미국 동부 맨해튼 점 오픈
- 2011년 11월 교촌푸드라인(주) 강남교자 천안점 오픈
- 2011년 11월 태국 마스터 프랜차이즈 계약
- 2013년 9월 교촌푸드라인주식회사 합병.
- 2015년 8월 주식회사 비에이치앤바이오 분할설립.
- 2017년 4월 광동제약R&D와 공동 개발을 한 치킨음료 교촌 허니스파클링 출시
- 2021년 7월 롯데칠성음료와 협업으로 치킨음료 교촌 트윙클링 재출시

## 수상 및 인증
- 2002년 교촌치킨 소스 미국 FDA 식품규격 다이어트 식품 승인
한국 프랜차이즈 우수브랜드 최우수상 수상
기업경영대상 수상
서비스 품질 우수기업 인증, 서비스경영 대상 수상
- 2003년 한국노총 주최 우수프랜차이즈 선정
한국소비자포럼 선정 2003 올해의 브랜드 대상 수상
여성신문 주최 여성소비자가 뽑은 좋은 기업 대상 수상
- 2004년 한국소비자포럼 선정 `2004 한국소비자의 신뢰기업` 대상 수상
한국소비자포럼 선정 `2004 올해의 브랜드` 대상 수상
산자부(산업정책연구원) 선정 `2004 Super Brand` 대상 수상
  - `최고의 음식점을 찾아서` 온라인투표결과 `프랜차이즈 치킨전문점` 부문 1위
- 2005년 교촌 해외법인 설립
산업정책연구원선정 슈퍼 브랜드대상 수상
- 2003년 ~ 2011년 한국소비자포럼 올해의 브랜드 대상 9년 연속 수상
- 2010년 ~ 2011년 중소기업청 선정 우수프랜차이즈 지정 2년 연속 수여

## 매장 지역
- 서울특별시 : 210개
- 부산광역시 : 104개
- 대구광역시 : 70개
- 인천광역시 : 54개
- 광주광역시 : 41개
- 대전광역시 : 35개
- 울산광역시 : 39개
- 세종특별자치시 : 7개
- 경기도 : 269개
- 강원특별자치도 : 49개 (철원군 제외)
- 충청북도 : 37개
- 충청남도 : 47개 (청양군 제외)
- 전북특별자치도 : 48개
- 전라남도 : 41개 (신안군 · 구례군 · 곡성군 · 함평군 · 진도군 제외)
- 경상북도 : 68개 (군위군 · 청송군 · 영양군 · 봉화군 · 울릉군 제외)
- 경상남도 : 97개
- 제주특별자치도 : 25개

## 해외 진출
- 2006년 11월 미국 현지 법인(Kyochon USA, inc.) 설립을 시작으로 해외에 진출하였으며, 현재 미국에서 미국 동부 맨해튼점, 미국 동부 플러싱점, 미국 서부 미드윌셔점, 미국 서부 세리토스점 운영 중이다.

## 본점 및 지점 현황
- 본점: 경상북도 구미시 송정동
- 오산교육원: 경기도 오산시 동부대로436번길 55-18 (원동)
- 포항연수원: 경상북도 포항시 북구 송라면 동해대로3218번길 17-56
- 교촌치킨 인계점: 경기도 수원시 팔달구 인계로166번길 51, 1층 (인계동)
- 중앙연구소: 경기도 화성시 동탄기흥로 602, 1701호 (영천동, 더퍼스트타워3)
- 중앙연구소 안동지소: 경상북도 안동시 풍산읍 산업단지길 88, 102호 (경북바이오산업연구원)
- 문베어브루잉 고성공장: 강원특별자치도 고성군 토성면 용원로 266
- 문베어브루잉 탭하우스: 강원특별자치도 고성군 토성면 용원로 266
- 문베어브루잉 동탄직매장: 경기도 화성시 동탄물류로 48 (신동)

## 같이 보기
- 본촌치킨(영어판)
- 하림
- 마니커
- BBQ